# Antoñín Cortés
Pour les articles homonymes, voir Antoñín et Cortés.
Antonio Cortés Heredia, plus connu sous le nom de Antoñín, né le 16 avril 2000 à Malaga en Espagne, est un footballeur espagnol qui joue au poste d'avant-centre au Vitória SC prêté par le Grenade CF.

## Biographie

### Débuts professionnels
Passé par le club de 26 de Febrero, il rejoint le centre de formation du club allemand de Schalke 04 le 14 juillet 2016 où il signe un contrat de quatre ans. Il retourne cependant rapidement dans son club, n'ayant pas réussi à s'adapter à ce nouveau pays.
En février 2017 il rejoint le Málaga CF. C'est avec le club qu'Antoñín fait ses débuts en professionnel, lors de la saison 2019-2020, alors que le club évolue en deuxième division. Il joue son premier match le 21 septembre 2019, face à l'Albacete Balompié, en championnat, où il entre en jeu en cours de partie. Son équipe s'incline sur le score de un but à zéro.

### Grenade CF
Le 24 février 2020 Antoñín quitte le Málaga CF pour rejoindre le Grenade CF, signant un contrat courant jusqu'en juin 2024.

### Prêts
Le 1er octobre 2020, Antoñín est prêté pour une saison au Rayo Vallecano.
Le 19 août 2021, il fait son retour au Málaga CF sous forme de prêt pour une saison.